# ATP Challenger Surbiton
Das ATP Challenger Surbiton (offizieller Name: Lexus Surbiton Trophy) war ein Tennisturnier in Surbiton, einem Stadtteil von London, das 1998 zum ersten Mal ausgetragen wurde. Von 2009 bis 2014 wurde es durch das Turnier in Nottingham ersetzt. Von 2015 bis 2024 wurde es wieder als Teil der ATP Challenger Tour auf Rasen ausgetragen.

## Liste der Sieger

### Einzel
| Jahr                         | Sieger             | Finalgegner       | Ergebnis         |
| ---------------------------- | ------------------ | ----------------- | ---------------- |
| 2024                         | Lloyd Harris       | Leandro Riedi     | 7:68, 7:5        |
| 2023                         | Andy Murray        | Jurij Rodionov    | 6:3, 6:2         |
| 2022                         | Jordan Thompson    | Denis Kudla       | 7:5, 6:3         |
| 2020–2021: abgesagt          |                    |                   |                  |
| 2019                         | Daniel Evans       | Viktor Troicki    | 6:2, 6:3         |
| 2018                         | Jérémy Chardy      | Alex de Minaur    | 6:4, 4:6, 6:2    |
| 2017                         | Yūichi Sugita      | Jordan Thompson   | 7:67, 7:68       |
| 2016                         | Lu Yen-hsun        | Marius Copil      | 7:5, 7:611       |
| 2015                         | Matthew Ebden      | Denis Kudla       | 6:74, 6:4, 7:65  |
| 2009–2014: nicht ausgetragen |                    |                   |                  |
| 2008                         | Frank Dancevic     | Kevin Anderson    | 4:6, 6:3, 7:64   |
| 2007                         | Jo-Wilfried Tsonga | Ivo Karlović      | 6:3, 7:64        |
| 2006                         | Mardy Fish         | Wesley Moodie     | 6:2, 7:61        |
| 2005                         | Daniele Bracciali  | Ivo Karlović      | 6:70, 7:65, 7:64 |
| 2004                         | Karol Beck         | Wesley Moodie     | 6:4, 6:4         |
| 2003                         | Wesley Moodie      | Alex Bogdanovic   | 6:4, 6:72, 6:1   |
| 2002                         | Jeff Morrison      | Wesley Moodie     | 7:64, 5:7, 7:64  |
| 2001                         | Taylor Dent        | Neville Godwin    | 4:6, 7:63, 6:2   |
| 2000                         | Wayne Arthurs      | Laurence Tieleman | 4:6, 7:66, 6:4   |
| 1999                         | Sargis Sargsian    | Martin Damm       | 7:69, 7:5        |
| 1998                         | Gianluca Pozzi     | Kevin Ullyett     | 6:4, 6:3         |

### Doppel
| Jahr                         | Sieger                                | Finalgegner                               | Ergebnis           |
| ---------------------------- | ------------------------------------- | ----------------------------------------- | ------------------ |
| 2024                         | Julian Cash (2) Robert Galloway       | Nicolás Barrientos Diego Hidalgo          | 6:4, 6:4           |
| 2023                         | Liam Broady Jonny O’Mara (2)          | Alexei Popyrin Aleksandar Vukic           | 6:4, 5:7, [10:8]   |
| 2022                         | Julian Cash (1) Henry Patten          | Alexander Nedowessow Aisam-ul-Haq Qureshi | 4:6, 6:3, [11:9]   |
| 2020–2021: abgesagt          |                                       |                                           |                    |
| 2019                         | Marcel Granollers Ben McLachlan       | Kwon Soon-woo Ramkumar Ramanathan         | 4:6, 6:3, [10:2]   |
| 2018                         | Luke Bambridge Jonny O’Mara (1)       | Ken Skupski Neal Skupski                  | 7:611, 4:6, [10:7] |
| 2017                         | Marcus Daniell Aisam-ul-Haq Qureshi   | Treat Huey Dennis Kudla                   | 6:3, 7:60          |
| 2016                         | Purav Raja Divij Sharan               | Ken Skupski Neal Skupski                  | 6:4, 7:63          |
| 2015                         | Ken Skupski Neal Skupski              | Marcus Daniell Marcelo Demoliner          | 6:3, 6:4           |
| 2009–2014: nicht ausgetragen |                                       |                                           |                    |
| 2008                         | Arnaud Clément Édouard Roger-Vasselin | Harel Levy Jim Thomas                     | 7:64, 6:73, [10:7] |
| 2007                         | Alex Kuznetsov Mischa Zverev          | James Auckland Stephen Huss               | 2:6, 6:3, [10:6]   |
| 2006                         | Jordan Kerr (2) Jim Thomas (4)        | Wayne Arthurs Chris Guccione              | 6:2, 6:4           |
| 2005                         | Jordan Kerr (1) Jim Thomas (3)        | Richard Barker William Barker             | 6:2, 6:4           |
| 2004                         | Nathan Healey Jim Thomas (2)          | Alejandro Falla Glenn Weiner              | 6:3, 7:69          |
| 2003                         | Joshua Eagle Andrew Kratzmann         | Jean-François Bachelot Grégory Carraz     | 6:3, 6:2           |
| 2002                         | André Sá Jim Thomas (1)               | David Adams Joshua Eagle                  | 7:5, 2:6, 6:3      |
| 2001                         | David Adams Ben Ellwood               | Jeff Coetzee Marcos Ondruska              | 7:65, 6:4          |
| 2000                         | Jeff Coetzee Marcos Ondruska          | Jared Palmer Jonathan Stark               | 7:63, 7:66         |
| 1999                         | Scott Draper Todd Woodbridge          | Justin Gimelstob Scott Humphries          | kampflos           |
| 1998                         | Sandon Stolle Peter Tramacchi         | Mark Merklein Michael Sell                | 4:6, 7:63, 6:4     |